# Лигурски език
 Тази статия е за античния език.  За съвременния романски вижте Лигурски език (романски).  
Лигурският език е вероятно прединдоевропейски език, говорен в Северозападна Италия, преди римляните да се заселят в областта. Информацията за този език е много малка. Вероятно е бил родствен на сикулския.